# Scherdja
Scherdja (ukrainisch und russisch Жердя) ist ein Dorf im Süden der ukrainischen Oblast Chmelnyzkyj mit etwa 1600 Einwohnern (2004).
Das 1578 erstmals erwähnte Dorf liegt an der Regionalstraße P–48 26 km südlich vom ehemaligen Rajonzentrum Tschemeriwzi und etwa 105 km südwestlich der Oblasthauptstadt Chmelnyzkyj.
Am 15. September 2016 wurde das Dorf ein Teil der neugegründeten Siedlungsgemeinde Tschemeriwzi, bis bildete es die gleichnamige Landratsgemeinde Scherdja (Жердянська сільська рада/Scherdjanska silska rada) im Süden des Rajons Tschemeriwzi.
Am 17. Juli 2020 kam es im Zuge einer großen Rajonsreform zum Anschluss des Rajonsgebietes an den Rajon Kamjanez-Podilskyj.